# Социалистическая Советская Республика Грузия
Социалисти́ческая Сове́тская Респу́блика Гру́зия (груз. საქართველოს საბჭოთა სოციალისტური რესპუბლიკა) — грузинское государство с республиканским строем, провозглашённое 18 марта 1921 года.
Включала территории Кутаисской и Тифлисской губерний (без Закатальского округа и Лорийского участка Борчалинского уезда), Аджарской Автономной Социалистической Советской Республики, Автономной области Юго-Осетия и объединённой с нею на договорных началах Социалистической Советской Республики Абхазия.

## История

### Предыстория
После Октябрьской революции в России, 28 ноября 1917 года в Тбилиси был создан Закавказский комиссариат во главе с меньшевиками. Он проводил политику сепаратизма от Советской России. В феврале 1918 Закавказским комиссариатом был создан новый орган государственной власти — Закавказский сейм, провозгласивший Закавказскую Демократическую Федеративную Республику, которая распалась уже 26 мая (8 июня) 1918 на три новых государства: Грузинская Демократическая Республика, Азербайджанская Демократическая Республика, Республика Армении.
7 мая 1920 года Грузинская республика заключила договор с РСФСР, по которому она должна была разорвать всякие связи с российской контрреволюцией, вывести из Грузии иностранные военные части, легализовать большевистские организации.
18 марта 1921 — меньшевистское правительство Грузии было вынуждено покинуть Грузию. В эмиграции меньшевиками было образовано правительство Грузинской Демократической Республики в изгнании. 

### Установление Советской власти

Флаг Социалистической Советской Республики Грузии (1921—1922), аббревиатура на русском языке.

Флаг Социалистической Советской Республики Грузии (1922—1937), аббревиатура на грузинском языке..

12 февраля 1921 года войска 9, 10 и 11-й армий РККА РСФСР без объявления войны вторглись в пределы Демократической Республики Грузия из Сочинского района с территорий Армянской и Азербайджанской ССР. 16 февраля 1921 года в Шулавери Военным Советом Красной армии был создан Ревком во главе с А. А. Гегечкори, В. Е. Квирквелия, Ф. И. Махарадзе и др.
25 февраля 1921 года части 11-й Красной Армии вступили в Тбилиси, оставленный за сутки до того Правительством Грузии и подразделениями грузинской армии. Грузинская армия освобождает Батуми, захваченный турецкими войсками, Правительство Грузии убывает в эмиграцию во Францию.
Май 1925 председателем Революционного комитета становится Б. Мдивани.
2 марта 1922 года принята первая конституция Социалистической Советской Республики Грузия.
4 марта 1921 года Военным Советом одной из дивизий Красной армии РСФСР Советская власть была установлена в Сухуми, была образована независимая Социалистическая Советская Республика Абхазии.
5 марта войсками Красной армии РСФСР Советская власть установлена в Цхинвали.
16 марта 1921 года в Москве РСФСР и Турция подписали договор, по которому Турция отказывалась от Батуми и северной части Аджарии. Согласно договору, Аджария признана частью ССР Грузии. Через 2 дня — 18 марта меньшевистское правительство Грузии было изгнано из Батуми (Аджария).

### Грузия в составе ЗСФСР

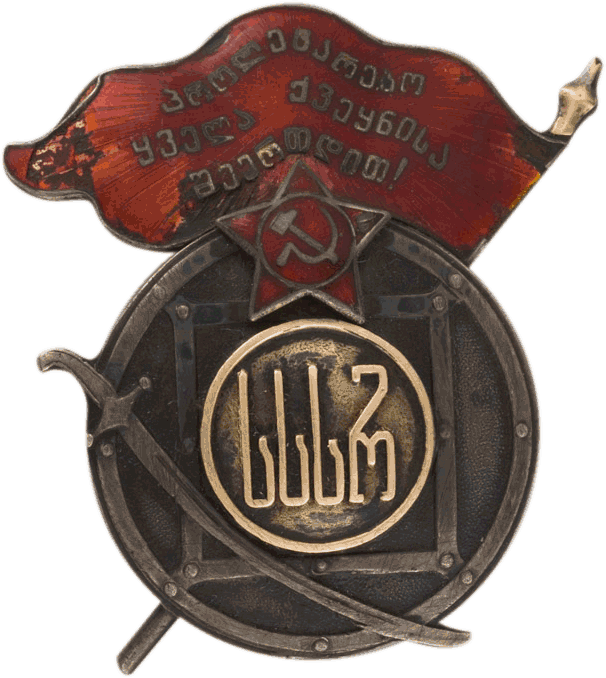
Орден Красного Знамени Грузинской ССР 1923 год

16 декабря 1921 года ССР Абхазия и ССР Грузия подписали Союзный договор, согласно которому Абхазия на договорных началах вошла в состав ССР Грузии.
12 марта 1922 года три советские республики — Грузия, Армения и Азербайджан, образовали Федеративный союз Закавказских Советских Социалистических Республик, 13 декабря 1922 года преобразованный в Закавказскую Социалистическую Федеративную Советскую Республику (ЗСФСР). 30 декабря 1922 года ЗСФСР объединилась с РСФСР, Украинской ССР и Белорусской ССР в Союз ССР.

Орден «Трудового Красного Знамени ССР Грузии»

В конце августа и начале сентября 1924 года произошло антисоветское восстание.
Среди руководства СССР грузины играли огромную роль. Среди наиболее известных грузинских политических деятелей — И. В. Сталин, Л. П. Берия, Г. К. Орджоникидзе и др.
19 февраля 1931 года Абхазская ССР в составе Грузинской ССР была преобразована в автономную республику Грузии.
15 марта 1935 года за выдающиеся успехи, достигнутые трудящимися республики в области сельского хозяйства и промышленности, Грузинская ССР награждена орденом Ленина.
5 декабря 1936 года ЗСФСР была упразднена, и Грузия, наряду с Арменией и Азербайджаном, вошла в состав СССР в качестве отдельной союзной республики — Грузинской Советской Социалистической Республики.

## Административно-территориальное деление
В административном отношении ССР Грузия разделялась на 16 уездов, которые делились на 448 волостей, или теми:

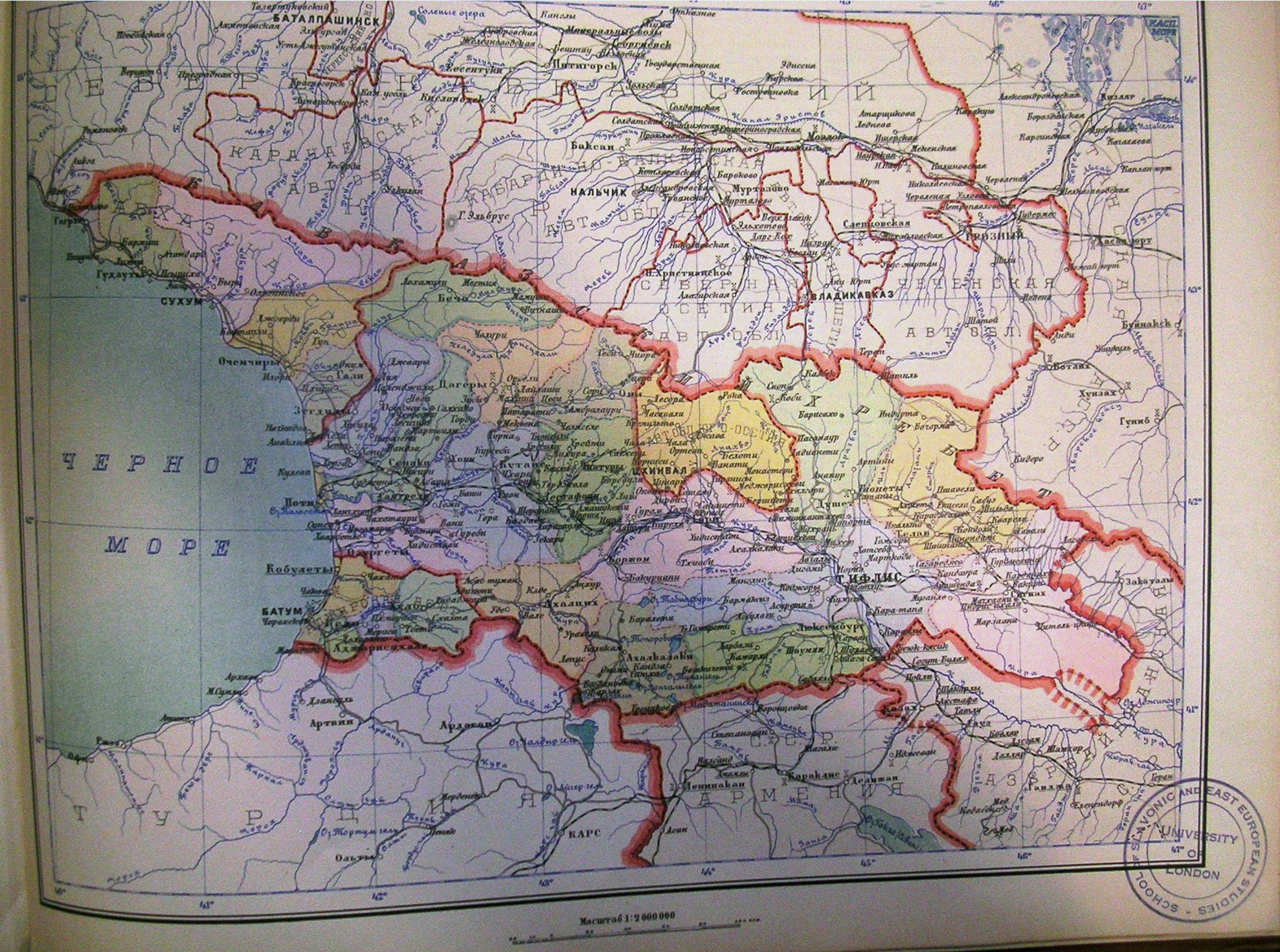
АТД Грузинской ССР в 1928 году.

- Ахалкалакский уезд
- Ахалцихский уезд
- Борчалинский уезд
- Горийский уезд
- Душетский уезд
- Земо-Сванетский уезд
- Зугдидский уезд
- Кутаисский уезд
- Лечхумский уезд
- Озургетский уездАТД Грузинской ССР в 1928 году.
- Рачинский уезд
- Сенакский уезд
- Сигнахский уезд
- Телавский уезд
- Тифлисский уезд
- Шорапанский уезд

## Денежное обращение
Эмиссия советского правительства Грузии (выпуск грузинского рубля) продолжалась с марта 1921 года до конца 1922 года, причем параллельно в Батуме неофициально использовалась лира. Кроме того, в Грузии принимали совзнаки: в ноябре 1922 года 100 рублей обменивались на 1,25 грузинских рублей. 

## Вооруженные силы
После установления советской власти местные вооруженные силы некоторое время содержались в виде местной красной армии, в которой состояло 5679 человек.